# Symplecta hygropetrica
Symplecta hygropetrica là một loài ruồi trong họ Limoniidae. Chúng phân bố ở miền Tân bắc.